# Salomé (canción)
«Salomé» es una canción de 1998 de pop/dance latino escrita por Estéfano, producida por Ronnie Foster e interpretada por el cantante puertorriqueño Chayanne. Fue lanzado como el tercer sencillo del octavo álbum de estudio del puertorriqueño Atado a tu amor, nominado al premio Grammy como mejor álbum de pop latino. La canción se convirtió en un éxito en España, donde alcanzó el puesto número uno.

## Posicionamiento en listas
| Gráfico (1999)                     | Posición más alta |
| ---------------------------------- | ----------------- |
| Francia (SNEP)                     | 12                |
| Países Bajos (Mega Single Top 100) | 82                |
| España (PROMUSICAE)                | 1                 |
| Suiza (Schweizer Hitparade)        | 62                |
| Estados Unidos (Hot Latin Songs)   | 19                |

### Año-gráficos de fin
| Gráfico (1999) | Rango |
| -------------- | ----- |
| Francia (SNEP) | 96    |